# Choc Bay
Choc Bay är en vik i Saint Lucia. Den ligger i den norra delen av landet, 6 km nordost om huvudstaden Castries.